# Ponca City
Ponca City je město přibližně ve středu severní části státu Oklahoma v USA. Město leží 29 km jižně od hranice sousedícího státu Kansas a 24 km východně od dálnice Interstate 35. V roce 2010 zde žilo 25 389 obyvatel.